# Lampruna chrysellus
Lampruna chrysellus là một loài bướm đêm thuộc phân họ Arctiinae, họ Erebidae.